# Герен-Леббін
Герен-Леббін (нім. Göhren-Lebbin) — громада в Німеччині, розташована в землі Мекленбург-Передня Померанія. Входить до складу району Мекленбургіше-Зенплатте. Складова частина об'єднання громад Мальхов.
Площа — 32,75 км2. Населення становить 631 ос. (станом на 31 грудня 2020).